# Africocypha varicolor
Africocypha varicolor  (лат.) — вид стрекоз из семейства Chlorocyphidae.
Экваториальная Африка: Габон.

## Описание
Среднего размера металлически блестящие стрекозы разнообразной окраски (зеленовато-красно-оранжево-синие, ноги тёмные, лабрум голубоватый). Длина тела около 2 см, крыла — около 3 см. Вид был впервые описан в 2015 году энтомологами Клаасом Дийкстра (Klaas-Douwe B. Dijkstra; Naturalis Biodiversity Center, Лейден, Нидерланды), Йенсом Киппингом (Jens Kipping; BioCart Environmental Consulting, Taucha/Лейпциг, Германия) и Николасом Мезьером (Nicolas Mézière; Куру, Французская Гвиана). Видовое название дано по признаку варьирующей окраски самцов.